# Физелер Fi-167
Физелер Fi-167  је немачки једномоторни, двоседи, двокрилни авион са отвореном кабином, који се користио као торпедни авион, лаки бомбардер и авион за везу, у Југословенском ратном ваздухопловству популарно је назван "Велика рода" и сужио је као авион за везу Врховног штаба.

## Пројектовање и развој
Физелер Fi-167 је пројектован на захтев Немачког министарства ваздухопловства за израду торпедних бомбардера за кориштење са првог немачког носача авиона "Граф Цепелин". Након два прототипа (Fi 167 V1 и Fi 167 V2) израђено је дванаест пред-серијских модела (Fi 167-0) са незнатним изменама. Авиони су надмашили све постављене захтеве, имали су одличне особине и могли су носити око два пута више наоружања од предвиђеног. Као тада већ познати Fi 156 рода (Fieseler Fi 156 Storch) и Fi 167 је имао изненађујуће добре особине маневрисања како на малим тако и на великим брзинама а на покретни носач авиона могао је слетети готово вертикално.
При слетању на море у случају опасности Fi 167 је могао одбацити ноге стајног трапа а његов непропусни труп могао је одржавати авион довољно дуго на површини мора како би његова двочлана посада могла несметано напустити авион.

## Технички опис
Конструкција трупа авиона је била потпуно метална, носећа конструкција је била од танкозидних челичних цеви високе чврстоће а облога је била направљена од дуралуминијумског лима. У трупу се налазила кабина са два кокпита у тандем распореду једно седиште иза другог. Кабински поклопци су направљени од плексигаса и отварали су се померањем уназад (шибери). У првом кокпиту је био пилот авиона а у другом је био стрелац који је био наоружан једним митраљезом MG 15 калибар 7,92mm. Авион је био опремљен мотором Daimler-Benz DB 601 B са 12 цилиндара V распореда и снагом од 1175 KS. На вратилу мотора је била причвршћена трокрака метална вучна елиса са променљивим кораком. Између мотора и кабине пилота налази се резервоар за гориво капацитета 1.300 литара.
Фислер Fi 167 је двокрилац. Крила су му правоугаоног облика са заобљеним завршетком истих димензија. Закрилца за управљање авионом се налазе и на горњим и доњим крилима и међусобно су повезана са две чврсте шипке. Оба крила су опремљена са предкрилцима. Захваљујући овакој опреми крила овај авион је имао стварно изванредна полетно слетна и маневарска својства. Стајни трап се састојао од две независне фиксне ноге са амортизерима који су се налазили у стубовима ногу. Испод репа авиона се налазио трећи неувлачећи еластично окачен точак.

## Земље које су користиле Физелер Fi-167
- Хрватска НДХ
- Нацистичка Немачка
- Румунија
- Југославија

## Оперативно коришћење
У првој предсерији урађено само 12 авиона па је накнадно поручено још 15 ових авиона. Ови авиони никад нису коришћени за намену за коју су пројектовани јер су Британци у међувремену уништили немачки носач "Граф Цепелин" који је био у изградњи. Четири авиона Fi 167 из друге серије је додељено Афричком корпусу али ту није дошло до значајније примене с обзиром да је убрзо дошло до ваздушне надмоћи савезника па су 1943. године ови авиони повучени са Афричког ратишта. Девет ових авиона Немци су до лета 1943. године држали у Холандији, затим су они били у Румунији, а у септембру 1944. Немачка је пребацила 10 ових авиона у Зракопловство пронемачке независне државе.
Авион Fieseler Fi 167 је у служби Луфтвафе остао до новембра 1944. године. Последњу велику мисију је овај авион извршио 6. јуна 1944. правећи лет над плажама Нормандије током савезничке операције Оверлорд (искрцавање савезника у Нормандији). Током ове мисије два три- Fi 167 су уништени, једног је оборио амерички ратни брод, а друге Спитфајери британског РАФ-а.

## Авион Физелер Fi-167 у Југославији
Овај авион су на Балкану користили Луфтвафе и Зракопловство Независне Државе Хрватске. У току 1944. године хрватско зракопловство је имало 10 ових авиона. Најчешће је коришћен као авион за везу и дотурање ратног материјала својим јединицама које су се налазиле у окружењу партизанских одреда НОВ-а.
Прво прелетање овог авиона из састава ваздухопловства НДХ десило се 1944. године. Наиме, 25.09.1944. године приликом дотура материјала за Босанску Градишку, полетевши са аеродрома Загреб - Боронгај, поребегли су у НОВЈ из зракопловства НДХ и слетели на летилиште Главног Штаба Хрватске у Топуском. Овај авион је одмах пребазиран на острво Вис где је служио за везу Врховног Штаба НОВЈ. За овај авион је везана погибија генерала Владе Ћетковића команданта 8. корпуса НОВЈ.
По завршетку рата четири авиона овог типа заробљених од Луфтвафе и Зракопловства НДХ коришћени су у периоду од 1944. до 1949 године у Ратном ваздухопловству југословенске армије и популарно су звани "Велика рода".